# Franz Engel (Historiker)
Franz Karl Heinrich Max Engel (* 28. Juni 1908 in Schwerin; † 11. September 1967 in Bückeburg) war ein deutscher Historiker und Archivar.

## Leben und Wirken
Franz Engel erwarb am Gymnasium Fridericianum Schwerin 1927 das Reifezeugnis und studierte dann Geschichte, Geographie und Germanistik an den Universitäten Heidelberg, München und Kiel. Im Jahre 1935 promovierte er an der Christian-Albrechts-Universität zu Kiel. Kurze Zeit war er am Landesmuseum Neustrelitz tätig. Von 1935 bis 1936 besuchte er das Institut für Archivwissenschaft in Berlin-Dahlem 1934/36. Anschließend arbeitete Engel im Staatsarchiv Stettin, Hauptarchiv Schwerin, Staatsarchiv Hannover und Staatsarchiv Bückeburg. Er war der erste Leiter des im Jahre 1961 neu errichteten Staatsarchivs in Bückeburg.
Außerdem begründete der die Reihe Schaumburger Studien und war ihr Schriftleiter. Seit 1955 war er Vorsitzender der Historischen Kommission für Pommern.

## Schriften (Auswahl)
- Deutsche und slawische Einflüsse in der Dobbertiner Kulturlandschaft. Siedlungsgeographie und wirtschaftliche Entwicklung eines mecklenburgischen Sandgebietes (= Schriften des Geographischen Instituts der Universität Kiel, Bd. 2,3). Triltsch, Würzburg 1934 (Dissertation Universität Kiel).
- Das Rodungsrecht der Hagensiedlungen. Quellen zur Entwicklungsgeschichte der spätmittelalterlichen Kolonisationsbewegung. Lax, Hildesheim 1949.
- Die Schaumburg-Lippischen Archive und zentralen Registraturen. Ihre Geschichte und ihr Inhalt. Vandenhoeck & Ruprecht, Göttingen 1955.
- Über das Ordnen und Verzeichnen von historischen Karten und Plänen. Die Neuordnung der Kartenabteilung des Niedersächsischen Staatsarchivs in Hannover. Vandenhoeck & Ruprecht, Göttingen 1958.
- (mit Kurt Dülfer): Die hessischen Beamten in der Grafschaft Schaumburg von 1640 bis 1800. Ein Verzeichnis (= Schaumburger Studien, Bd. 2). Grimme, Bückeburg 1963.
- (Bearb.): Urkundenbuch des Klosters Moellenbeck bei Rinteln. Drei Bände (= Schaumburger Studien, Bd. 10, 11 u. 21). Boesendahl, Rinteln 1965–1969.
- Die mecklenburgischen Kaiserbederegister von 1496 (= Mitteldeutsche Forschungen, Bd. 56). Böhlau, Köln 1968.
- Beiträge zur Siedlungsgeschichte und historischen Landeskunde. Mecklenburg, Pommern, Niedersachsen. Hrsg. von Roderich Schmidt. Böhlau, Köln 1970, ISBN 3-412-40370-9.